# さいたま市立東浦和中学校
さいたま市立東浦和中学校（さいたましりつ ひがしうらわちゅうがっこう）は、埼玉県さいたま市緑区にある公立中学校。略称は東中（とうちゅう）。

## 沿革
- 1947年（昭和22年）4月1日 - 浦和市立尾間木中学校として開校。
- 1951年（昭和26年）4月16日 - 浦和市中尾1450に新校舎が完成。
- 1956年（昭和31年）4月1日 - 浦和市立尾間木中学校を浦和市立東浦和中学校と改称。のちに生徒増加に伴い、東浦和中から尾間木中（2代目）が分離する。
- 1957年（昭和32年）12月15日 - 校歌制定（作詞：下山つとむ、作曲：古関裕而）
- 1977年（昭和52年）11月8日 - 新校舎が完成し、落成式を行う（浦和市中尾1207-1の現在地）。
- 2001年（平成13年）5月1日 - さいたま市誕生に伴い、校名をさいたま市立東浦和中学校に改称。

## 著名な卒業生
- 東出昌大 - 俳優
- 江原淳史-元俳優
- 池田咲紀子 - サッカー選手
- 前田直輝 - サッカー選手

## 部活動

### 運動部
- 陸上部
- 男子卓球部
- ソフトボール部
- 女子バレー部
- 男子バスケット部
- 女子バスケット部
- 男子ソフトテニス部
- 女子ソフトテニス部
- 男子バドミントン部
- 女子バドミントン部
- 剣道部
- 野球部
- サッカー部

### 文化部
- 吹奏楽部
- 演劇部
- 美術部
- 生活部
- 自然科学部